# 恵之久保池
恵之久保池（えのくぼいけ）は、 愛媛県四国中央市にあるため池である。春は桜の名所として知られている。

## 概要
- 伊予三島市（現在の四国中央市）が、1974年（昭和49年）に市制20周年記念として法皇山脈北麓に点在する遺跡や名所を結んで、三島自然歩道「ふるさとこみち」として整備した際に、恵之久保池に展望台が設置された。

- 池が青っぽく見えることや、法皇山脈や桜が水面に鏡像となって映ること、そして桜の散り初めには池一面を桜の花筏で覆い尽くすなどの風景がインスタ映えすると話題になり、遠く県外からも撮影に来るほどの人気急上昇中の桜スポットとなっている。
- 展望台や池の堤防からは遠く四国中央市街が見渡せ、夜には美しい夜景も見る事が出来る。

## 施設
展望台・ベンチ・非水洗トイレ。駐車場は無し。

## 漏水問題
以前から確認されていた池の漏水問題が、ここにきて大きな問題となりつつある。
恵之久保池は、築造から既に90年が経過（2019年現在）しており、老朽化に伴う堤体のり面の侵食から断面不足を生じているほか、堤体のり尻部からの漏水が確認されている。もし堤防が決壊してしまえば、直下を切り通しで横断している松山自動車道に流入し、多大な影響を与えるとともに甚大な被害が予想されるため、改修が急がれている。
2017年度（平成29年度）に土地改良法に基づく法手続や調査測量設計、2018年度（平成30年度）から事業主体の愛媛県において改修工事に着手し、2021年度（令和3年度）までの4か年計画で改修工事が進められている。

## 周辺
- 寒川豊岡海浜公園（映画「書道ガールズ!! わたしたちの甲子園」ロケ地）
- 豊岡海岸（映画「書道ガールズ!! わたしたちの甲子園」ロケ地）
- 伊予寒川駅（映画「書道ガールズ!! わたしたちの甲子園」ロケ地）
- 恵之久保集会所
- 高塚集会所
- 新長谷寺
- 四国中央市立三島南中学校
- 四国中央市立豊岡小学校
- 三島南幼稚園
- 今城神社
- 経王寺
- 厳島神社
- 実相寺
- 豊受神社

## アクセス
- 松山自動車道土居ICから車で7分。
- JR四国伊予寒川駅から車で6分。徒歩30分。
- せとうちバス豊田バス停、または大町バス停から徒歩21分。